# Takuya Takei
Takuya Takei (武井 択也 Takei Takuya?, nacido el 25 de enero de 1986 en Tochigi, Tochigi) es un futbolista japonés que se desempeña como centrocampista.

## Trayectoria

### Clubes
| Club                | País  | Año         |
| ------------------- | ----- | ----------- |
| Gamba Osaka         | Japón | 2008 - 2013 |
| Vegalta Sendai      | Japón | 2014 - 2015 |
| Matsumoto Yamaga FC | Japón | 2016 - 2017 |

## Estadística de carrera

### J. League
| Club                | Año   | J. League | J. League | Copa J. League | Copa J. League | Total | Total |
| Club                | Año   | Part.     | Goles     | Part.          | Goles          | Part. | Goles |
| ------------------- | ----- | --------- | --------- | -------------- | -------------- | ----- | ----- |
| Gamba Osaka         | 2008  | 3         | 0         | 2              | 0              | 5     | 0     |
| Gamba Osaka         | 2009  | 5         | 0         | 0              | 0              | 5     | 0     |
| Gamba Osaka         | 2010  | 21        | 1         | 2              | 0              | 23    | 1     |
| Gamba Osaka         | 2011  | 33        | 2         | 2              | 0              | 35    | 2     |
| Gamba Osaka         | 2012  | 26        | 2         | 2              | 0              | 28    | 2     |
| Gamba Osaka         | 2013  | 7         | 1         | -              | -              | 7     | 1     |
| Vegalta Sendai      | 2014  | 14        | 0         | 4              | 0              | 18    | 0     |
| Vegalta Sendai      | 2015  | 4         | 0         | 5              | 0              | 9     | 0     |
| Matsumoto Yamaga FC | 2016  | 25        | 0         | -              | -              | 25    | 0     |
| Matsumoto Yamaga FC | 2017  | 13        | 0         | -              | -              | 13    | 0     |
| Total               | Total | 151       | 6         | 17             | 0              | 168   | 6     |

## Palmarés

### Títulos nacionales
| Título             | Club        | País  | Año  |
| ------------------ | ----------- | ----- | ---- |
| Copa del Emperador | Gamba Osaka | Japón | 2008 |
| Copa del Emperador | Gamba Osaka | Japón | 2009 |
| J2 League          | Gamba Osaka | Japón | 2013 |